# ظفرآباد (دیواندره)
ظفرآباد (دیواندره)، روستایی از توابع بخش کرفتو شهرستان دیواندره در استان کردستان ایران است.

## جمعیت
این روستا در دهستان زرینه قرار دارد و براساس سرشماری مرکز آمار ایران در سال 1400، جمعیت آن 500 نفر (95خانوار) بوده‌است.